# Harvey (Australia)
Harvey – miasto w Australii, w stanie Australia Zachodnia.